# Waste My Air
Waste My Air è un singolo della cantante britannica Sophie and the Giants, pubblicato il 26 ottobre 2018 come terzo estratto dal primo EP Adolescence.

## Tracce
1. Waste My Air – 3:10
2. Space Girl – 3:20
3. Bulldog – 3:40